# IC 1433
IC 1433 је галаксија у сазвјежђу Водолија која се налази на листи објеката дубоког неба у Индекс каталогу.
Деклинација објекта је - 12° 45' 54" а ректасцензија 22h 12m 10,5s. Привидна величина (магнитуда) објекта IC 1433 износи 14,7 а фотографска магнитуда 15,7. IC 1433 је још познат и под ознакама MCG -2-56-21, VV 390, NPM1G -13.0565, PGC 68267.